# Mark Tewksbury
Marcus Tewksbury (Calgary, 7 de fevereiro de 1968) é um nadador canadense, campeão olímpico dos 100 metros costas nos Jogos de Barcelona em 1992.
Por alguns anos, foi um dos principais costistas no mundo. A parte submersa da natação nunca foi seu forte, seu forte era a parte na superfície. Mas, como a importância do nado submerso aumentou na natação, a classificação de Tewksbury começou a cair. 
Depois de Barcelona 1992, onde foi medalha de ouro, Tewksbury aposentou-se da natação. Ele trabalhou como representante do COI, posição à qual renunciou em 1998, acusando o COI de corrupção desenfreada. Ele também fez parte do grupo de ex-atletas olímpicos que forçou a demissão do presidente COI Juan Antonio Samaranch. Meses após, o escândalo envolvendo os Jogos Olímpicos de Inverno de Salt Lake City estourou, e Tewksbury tornou proeminente em todo o mundo como um crítico do COI, exigindo reformas no sistema.